# Shiremoor
Shiremoor är en ort i Storbritannien.   Den ligger i distriktet North Tyneside i Tyne and Wear i riksdelen England, i den centrala delen av landet, 400 km norr om huvudstaden London. Shiremoor ligger 62 meter över havet och antalet invånare är 4 889.
Terrängen runt Shiremoor är platt. Havet är nära Shiremoor åt nordost. Runt Shiremoor är det mycket tätbefolkat, med 2 181 invånare per kvadratkilometer. Närmaste större samhälle är Newcastle upon Tyne, 9,6 km sydväst om Shiremoor. Runt Shiremoor är det i huvudsak tätbebyggt.